# نك تايلور
نك تايلور (بالإنجليزية: Nic Taylor)‏ هو لاعب كرة قدم بريطاني في مركز حراسة المرمى، ولد في 20 أغسطس 1991 في لندن في المملكة المتحدة. لعب مع نادي وكينغ.

## وصلات خارجية
- نك تايلور على موقع ناشيونال فوتبول تيمز (الإنجليزية)